# Buraka Som Sistema
 (août 2016).
Si vous disposez d'ouvrages ou d'articles de référence ou si vous connaissez des sites web de qualité traitant du thème abordé ici, merci de compléter l'article en donnant les références utiles à sa vérifiabilité et en les liant à la section « Notes et références ».
Pour les articles homonymes, voir Som.
Buraka Som Sistema est un groupe portugais originaire de Amadora, dans la banlieue nord de Lisbonne.

## Histoire
Le groupe a été formé en 2005 ; le nom provient du quartier où sont nés les membres : Buraca, un quartier de la banlieue de Lisbonne où réside une forte communauté africaine et gitane.
Leur musique est un mélange de Kuduro avec une touche de musique électro, du breakbeat et du grime.
Ils connaissent un franc succès au Portugal, Royaume-Uni, États-Unis, Belgique, Australie, Japon, Allemagne, Angola, Espagne et au Brésil.
Leur single « Yah! » a même été utilisé dans le jeu vidéo FIFA Street 3 et pour la bande originale de la série britannique Skins en 2007.
Leur chanson "Kalemba (Wegue Wegue)" est utilisé dans le jeu vidéo "FIFA 10" et "Need for Speed: Shift".
En 2008, ils collaborent avec la chanteuse M.I.A. pour l'enregistrement du nouveau single "Sound Of Kuduro".
Ils entament une tournée internationale en passant par l'Australie, Japon, États-Unis, Allemagne, Angleterre, France, Portugal, Suède, Belgique, Norvège, Pays-Bas, Espagne...
En 2008, ils ont remporté le MTV Europe Music Awards pour le "Best Portuguese Act".
Ils sont nommés pour les MTV Europe Music Awards 2009 "Best Portuguese Act".
Buraka Som Sistema est revenu sur le devant de la scène, en 2010, en sortant un nouveau morceau assorti d'un nouveau clip Buffalo Stance, une reprise du morceau du même nom, de Neneh Cherry.
Le 30 mai 2010, ils ont organisé un grand concert au Stade do Jamor à Lisbonne en compagnie des Black Eyed Peas et Nu Soul Family pour soutenir l'équipe du Portugal de football pour la Coupe du monde 2010.
Leur morceau Hangover (BaBaBa) sorti en 2011 et extrait de l'album Komba a été utilisé dans Just Dance 2016.

## Discographie

### Albums studio
| Année | Album                                                                                        | Classement | Classement | Classement | Classement | Classement | Ventes        | Certifications Seuils de ventes |
| Année | Album                                                                                        | POR        | BEL        | UK         | ESP        | RUS        | Ventes        | Certifications Seuils de ventes |
| ----- | -------------------------------------------------------------------------------------------- | ---------- | ---------- | ---------- | ---------- | ---------- | ------------- | ------------------------------- |
| 2006  | From Buraka to the World - Plus tard, réédité comme un album avec des pistes supplémentaires | —          | —          | —          | —          | —          | - POR:-       | - AFP: -                        |
| 2008  | Black Diamond - Sortie: Novembre 2008                                                        | 7          | 54         | —          | 8          | 9          | - RUS:20,000+ | - AFP:Gold                      |
| 2011  | Komba - Sortie: Octobre 2011                                                                 | 4          | -          | —          | -          | —          | - WW:         | - AFP:-                         |

### Singles
| Année | Titre                                         | Classement | Classement | Classement | Classement | Classement | Album         |
| Année | Titre                                         | POR        | SPA        | BEL        | EUR        | RUS        | Album         |
| ----- | --------------------------------------------- | ---------- | ---------- | ---------- | ---------- | ---------- | ------------- |
| 2007  | "Yah"                                         | 24         | -          | -          | -          | -          | Black Diamond |
| 2007  | "Wawaba (v. 1.8)"                             | 30         | -          | -          | -          | -          | Black Diamond |
| 2008  | "Sound of Kuduro" featuring DJ Znobia, M.I.A. | 29         | -          | -          | -          | -          | Black Diamond |
| 2008  | "Kalemba (Wegue Wegue)"                       | 1          | 1          | -          | 87         | 1          | Black Diamond |
| 2009  | "Aqui Para Vocês (feat. Deize Tigrona)"       | 10         | -          | -          | 91         | 11         | Black Diamond |
| 2011  | "Hangover (BaBaBa) "                          | 39         | -          | -          | -          | 23         | Komba         |
| 2011  | "(We Stay) Up All Night"                      | 10         | -          | -          | -          | 11         | Komba         |